# Kanton Héricourt-Est
Héricourt-Est is een voormalig kanton van het Franse departement Haute-Saône. Het kanton maakte deel uit van het arrondissement Lure. Het werd opgeheven bij decreet van 17 februari 2014 met uitwerking op 22 maart 2015.

## Gemeenten
Het kanton Héricourt-Est omvatte de volgende gemeenten:
- Brevilliers
- Chagey
- Châlonvillars
- Échenans-sous-Mont-Vaudois
- Héricourt (deels, hoofdplaats)
- Luze
- Mandrevillars